# آرشي أوين دوسن
آرشي أوين دوسن (بالإنجليزية: Archie Owen Dawson)‏ هو قاضي ومحامي أمريكي، ولد في 9 أكتوبر 1898، وتوفي في 3 أغسطس 1964.